# Matting (Computergrafik)
Als Matting bezeichnet man in der Computergrafik das Trennen von Vorder- und Hintergrund eines Bildes zur weiteren Verwendung in der Bildkomposition. 

## Ansätze
Beim Matting geht man davon aus, dass das vorliegende Bild {\displaystyle I} als Konvexkombination von Vorder- und Hintergrund entstanden ist:
{\displaystyle I=\alpha F+(1-\alpha )B}
Hierbei steht {\displaystyle F} für den Vordergrund (engl. Foreground) und {\displaystyle B} für den Hintergrund (engl. Background). Ziel des Matting ist es nun, {\displaystyle F,B} und {\displaystyle \alpha } zu ermitteln, wenn {\displaystyle I} gegeben ist. Es handelt sich also um eine unterbestimmte Gleichung: Es liegen zu wenig Informationen vor, um das Problem eindeutig zu lösen.

### Bluescreen Matting
Dieses Verfahren stammt ursprünglich aus dem Film. Das Objekt wird gegen einen einfarbigen, meist blauen, Hintergrund gefilmt bzw. fotografiert. Anschließend werden alle Pixel ausgewählt, die nicht diese konstante 
Farbe haben. 
Bei diesem Verfahren wird allerdings davon ausgegangen, dass das Vordergrundobjekt nicht transparent ist: Ein durchscheinendes Kleidungsstück etwa würde vor einem Bluescreen blau schimmern, auch wenn man es in einen neuen Hintergrund einsetzt. Dies führt zu unnatürlichem Aussehen, wie man es in den frühen Actionfilmen bei Stunts vor künstlicher Kulisse beobachten kann.

### Difference Matting
Auch hier benutzt man einen bekannten Hintergrund, der allerdings nicht mehr einfarbig sein muss. Stattdessen filmt bzw. fotografiert man die Szene zweimal: Einmal mit und einmal ohne Vordergrundobjekt. Extrahiert man nun alle 
Pixel des Bildes mit Vordergrund, welche sich vom Bild ohne Vordergrund unterscheiden, so erhält man die Matte des Vordergrundobjektes. Es ergeben sich aber ähnliche Probleme wie beim Bluescreenmatting. Insbesondere die idealisierten Studioanforderungen sind ein Manko beider Methoden.

### Natural image matting
Möchte man den Vordergrund eines natürlichen Bildes ohne zusätzliche Einschränkungen extrahieren, benötigt man komplexere Algorithmen. Meist muss der Benutzer grob vorgeben, bei welchen Bildbereichen es sich definitiv um Vorder- bzw. Hintergrund handelt. Ausgehend von dieser Vorauswahl wird dann versucht, den Pixeln des unbekannten Gebietes einen {\displaystyle \alpha }-Wert zuzuordnen. Zusätzlich dazu wird versucht, die Farbe des Vordergrundbildes (manchmal auch die Farbe des Hintergrundbildes) zu bestimmen. Damit ist das Matting mehr als nur eine unscharfe Segmentierung.
Es gibt verschiedene Ansätze dafür. Man kann versuchen, die fehlenden Werte mit Methoden der Statistik zu ermitteln, z. B. als Mittelwert der nahe liegenden bekannten Bildpunkte. Andere Ansätze benutzen Theoreme der Stochastik und wieder andere benutzen Interpolation oder Differenzialgleichungen.